# Giovanni Varasi
Giovanni Varasi (Milano, 1º aprile 1903 – Roma, 9 maggio 1965) è stato un calciatore italiano, di ruolo centrocampista.

## Caratteristiche tecniche
Era utilizzato sia come incontrista che su entrambe le fasce.

## Carriera
Cresce in una squadra uliciana milanese, con cui gioca fino ai 19 anni compiuti.
Non ancora maggiorenne viene invitato a giocare il campionato di Promozione Lombarda nell'A.L.P.E. di Bergamo attirando subito le attenzioni dell'Atalanta. All'insaputa dell'A.L.P.E., l'Atalanta è pronta a prendere lui, il portiere Fumagalli ed il centravanti Marino Leidi quando subentra l'interesse del Monza.
Con le nuove norme imposte dalla C.C.I. in fatto di trasferimenti (all'istituzione delle liste di trasferimento), infatti, i giocatori non residenti nella provincia in cui hanno sede le squadre con cui giocano non sarebbero più tesserabili, ma l'Atalanta gli aveva dato un nuovo lavoro e promesso di ottenere il cambio di residenza.
Il Monza, che a ragion veduta lo vuole tesserato in provincia di Milano, si impunta e secondo quanto stabilito dalla F.I.G.C. e il sotterfugio da lei messo in atto la stagione precedente per assegnare i giocatori che l'Enotria Goliardo aveva messo in vendita (evitando che il Comitato Regionale Lombardo cancellasse tutti i tesseramenti per professionismo), chiede al segretario dell'Atalanta di esibire tutti i nulla-osta di tutte le squadre lombarde disputanti il nuovo campionato di Seconda Divisione 1922-1923 (undici nulla-osta). Ottenuto il no dell'Atalanta fa reclamo alla Lega Nord segnalando l'irregolarità, allertando anche l'A.L.P.E. la quale, d'accordo con l'Atalanta per uno scambio alla pari, rifiuta di dare il nulla-osta al suo trasferimento e quello per gli altri due compagni.
A quel punto il campionato è già iniziato. L'Atalanta riesce a fornire alla Lega Nord le dovute giustificazioni (avvenuto cambio di residenza di Varasi da Milano a Bergamo), ma prima di ottenere la nuova tessera ha già perso la prima partita col Piacenza e pareggiato la seconda col Chiasso, riuscendo anche grazie al suo apporto a vincere il campionato 1922-1923.
Con i neroazzurri esordisce in Seconda Divisione (l'attuale Serie B) diventando un giocatore importante dello scacchiere orobico. Disputa nove stagioni tra Serie A e Serie B, per un totale di 117 presenze.
Nel 1935-1936 gioca con la maglia rossocrociata della CO.FA. (Cooperativa Farmaceutica), licenziataria per l'Italia del marchio Bayer e perciò con una maglia che riporta i colori della Bayer come "sponsor", stipendiato per quella ditta che probabilmente lo utilizzava non solo per la sua esperienza ma probabilmente come allenatore-giocatore. Nella stessa squadra (la CO.FA. che gioca in Seconda Categoria Sezione Propaganda FIGC di Milano) gioca con l'amico ex-atalantino Amerigo Bedetti.
Giovanni Varasi ha sposato Caterina Bianchi (sorella del compagno di squadra Pietro Bianchi) e ha avuto tre figli, Enrica e Franca nate a Bergamo durante il periodo di appartenenza all'Atalanta e Pietro nato nel 1938 a Milano.

## Palmarès

### Club

#### Competizioni nazionali
- Seconda Divisione: 1

Atalanta: 1922-1923
- Prima Divisione: 1

Atalanta: 1927-1928